# ویکتور اسپینولا
 ویکتور اسپینولا  (به اسپانیایی: Víctor Espínola) آهنگ‌ساز، خواننده و نوازنده هارپ اهل پاراگوئه است. وی در خانواده‌ای اهل موسیقی به دنیا آمد و از دوران کودکی شروع به آموختن بسیاری از سازها کرد، اما از ده سالگی به‌طور جدی نواختن  با ساز هارپ که شکل ارتقا یافته‌ای از چنگ است را شروع کرد. نوع موسیقی او بیشتر فلامنکو،برزیلی، عربی، آفریقایی، پاپ و موزیک‌های رقص می‌باشد. اسپینولا در قالب تور دور دنیا کنسرت‌هایی در کشورهای ایالات متحده، برزیل، آرژانتین، شیلی، سوئیس، ایتالیا، اتریش،آلمان و ترکیه برگزار کرده‌است. از مهمترین کارهای او می‌توان به همنوازی در کنسرت‌های یانی از قبیل تور دور دنیای آلبوم قومیت در سالهای ۲۰۰۳و ۲۰۰۴، کنسرت یانی در لاس وگاس (سال ۲۰۰۴) و کنسرت صداهای یانی در سال ۲۰۰۹ اشاره کرد. اسپینولا یکی از اعضای اصلی گروه موسیقی  "قدیسان ممنوع (Forbidden saints)" می باشد.

## آلبوم‌ها
به عنوان تک‌نواز:
- Walking on the Wind
- I Belong to You
- Forbidden Angel

## منبع
- مشارکت‌کنندگان ویکی‌پدیا. «Víctor Espínola». در دانشنامهٔ ویکی‌پدیای انگلیسی، بازبینی‌شده در ۲۲ دسامبر ۲۰۱۱.